# 岩崎秀樹
岩崎 秀樹（いわさき ひでき）は、日本の教育学者。教育学博士（数学教育学）。広島大学教育学研究科教授。広島大学附属福山中学校・高等学校元校長。

## 経歴
- 山口県萩市出身
- 1974年:広島大学教育学部高教学校教員養成課程数学科 卒業
- 1976年:広島大学大学院教育学研究科修士課程 修了
- 1977年4月1日 - 1980年3月31日:広島大学教育学部助手
- 1980年4月1日 - 1982年3月31日:広島文教女子大学文学部講師
- 1982年4月1日 - 1986年6月30日:山口大学教育学部講師
- 1986年7月1日 - 1995年3月31日:広島大学学校教育学部助教授
- 1995年4月1日 - 2003年3月31日:広島大学大学院国際協力研究科助教授
- 2003年4月1日 - :広島大学大学院教育学研究科教授
- 2010年4月1日 - 2014年3月31日:広島大学附属福山中学校・高等学校校長

## 所属学会
全国数学教育学会、日本科学教育学会、日本数学教育学会

## 社会的活動
- 全国数学教育学会 - 理事長（2005年 - 2010年）、会長（2010年 - ）2010年から理事長職は廃止し会長職に変わる。
- 日本科学教育学会 - 副会長（2006年7月1日 - 2010年6月30日）、評議員（2012年7月1日 - ）
- 日本数学教育学会 - 常任理事
- 新しい数学「啓林館」編集アドバイザー
- 2000年 国際教育協力としての珠算教育の効果に関する共同研究
- 2000年 ユネスコ識字教材開発事業における算数教材の開発(共著)

## 研究課題
- 算数・数学カリキュラム開発
- 数学認識に関わる表記論的研究
- 一般化におけるメタ認知の役割

## 著書
- 1．“新訂数学教育の理論と実際〈中学校・高等学校（必修）〉 (編著・共編著)”, 聖文新社, 275 pp., 2010年4月.
- 2. "Japanese Lesson Study in Mathematics: Its Impact, Diversity and Potential for Educational Improvement (Chapter Author)", World Scientific, 6 pp., 2007.04.
- 3. “数学教育学の成立と展望 (単著)”, ミネルヴァ書房, 243 pp., 2007年3月.
- 4. “図でみる日本の算数・数学授業研究 (分担執筆)”, 明治図書出版, 152 pp., 2005年3月.
- 5. “図でみる日本の算数・数学授業研究 (分担執筆)”, 明治図書, 4 pp., 2004年4月.
- 6. “平成13年度小中学校教育課程実施状況調査報告書―小学校算数― (分担執筆)”, 東洋館, 160 pp., 2003年6月.
- 7. “算数科教育学、21世紀の初等教育学シリーズ3 (編著・共編著)”, 協同出版, 202 pp., 2002年6月.
- 8. “『21世紀の初等教育学シリーズ 第3巻』算数科教育学 (共著)”, 協同出版, 202 pp., 2002年6月.
- 9. “算数科教育学 (分担執筆)”, 協同出版, 202 pp., 2002年6月.
- 10. “新版 数学教育の理論と実際 (共著)”, 聖文社, 262 pp., 2001年4月.
- 11. “新版 算数教育の理論と実際 (共著)”, 聖文社, 237 pp., 2001年4月.
- 12. “算数・数学科重要用語300の基礎知識 (共著)”, 明治図書出版, 323 pp., 2000年12月.
- 13. “英和/和英算数・数学用語活用辞典 (分担執筆)”, 東洋館, 524 pp., 2000年8月.
- 14. “『CREAR 生きる力を育てる算数授業の創造 第3巻』「自ら課題をつくり主体的に学ぶ子ども」 (共著)”, ニチブン, 240 pp., 1999年9月.
- 15. “『CREAR 生きる力を育てる算数授業の創造 第4巻』「よりよく問題を解決する子ども」 (編著・共編著)”, ニチブン, 228 pp., 1999年9月.
- 16. "Developing Mathematically Promising Students (Chapter Author)", National Council of Teachers of Mathematics, 316 pp., 1999.06.
- 17. “教育課程実施状況に関する総合的調査研究調査報告書－小学校算数－ (単著)”, 東洋館, 183 pp., 1997年12月.
- 18. “小学校算数実践指導全集第10巻「情報活用能力を育てる統計処理の指導」 (共著)”, 日本教育図書センター, 246 pp., 1995年1月.
- 19. "Computational Alternatives for Twenty-first Century (Co-Author)", National Council of Teachers of Mathematics, 211 pp., 1994.07.
- 20. “中学校数学科教育実践講座第6巻「図形と論証」 (共著)”, ニチブン, 380 pp., 1994年1月.
- 21. “新数学教育の理論と実際〈中学校〉 (共著)”, 聖文社, 250 pp., 1993年3月.
- 22. “数学教育学の新展開 (分担執筆)”, 聖文社, 389 pp., 1992年5月.
- 23. “新しい学習理論にもとづく算数教育―小学校の数学― (共訳)”, 東洋館, 278 pp., 1992年3月.
- 24. “算数教育の実践指導2「教材の本質をつかむ―数学的な考え方を中心に―」 (共著)”, 啓林館, 223 pp., 1992年1月.
- 25. “新算数教育の理論と実際 (共著)”, 聖文社, 251 pp., 1991年4月.
- 26. “新・算数指導実例講座 4「数と計算」 (共著)”, 金子書房, 280 pp., 1991年2月.
- 27. “算数授業の新展開講座 第5巻「第5学年の指導」 (共著)”, 東洋館, 313 pp., 1991年1月.
- 28. “教職科学講座第20巻「算数・数学教育学」 (分担執筆)”, 福村出版, 237 pp., 1990年11月.
- 29. “数学教育学のパースペクティブ (分担執筆)”, 聖文社, 489 pp., 1990年4月.
- 30. “いかにして問題をつくるか―問題設定の技術― (共訳)”, 東洋館, 195 pp., 1990年1月.
- 31. “現代授業論双書62「算数科問題解決指導の教材開発」 (共著)”, 明治図書出版, 198 pp., 1986年2月.
- 32. “中学校数学教育の理論と実際 (共著)”, 聖文社, 225 pp., 1986年2月.
- 33. “数学科の研究 (共著)”, 協同出版, 280 pp., 1982年1月.
- 34. “算数・数学科重要用語300の基礎知識 (分担執筆)”, 明治図書出版, 315 pp., 1981年5月.